# Assíria aquemênida
Atura (persa antigo: 𐎠𐎰𐎢𐎼𐎠 Aθurā), também chamada de Assíria, foi uma província do Império Aquemênida na Alta Mesopotâmia de 539 a 330 a.C.. Embora muitas vezes referida como uma satrapia pelos historiadores modernos, a Assíria aparece nas inscrições reais aquemênidas como uma dahyu; um termo de implicações incertas usado para se referir tanto a povos quanto a localizações geográficas, não necessariamente sinônimo das satrapias formais do império.
Uma invasão por uma coalizão de babilônios e medos no final do século VII a.C. culminou com queda do Império Neoassírio em 609 a.C. e posteriormente a própria Assíria foi dividida entre o Império Medo e o Império Neobabilônico. Ambas as partes foram incorporadas ao Império Aquemênida em 539 a.C., e acredita-se que a porção oriental do território permaneceu parte da satrapia da Média e o restante constituía Atura. Apesar de algumas rebeliões, Atura permaneceu como uma parte importante do Império Aquemênida e seus habitantes receberam o direito de se governar durante todo o domínio aquemênida. Em contraste com a política do Império Neoassírio, os aquemênidas não intervieram nos assuntos internos de suas satrapias dominantes, desde que continuassem o fluxo de tributos e impostos de volta à Pérsia.
Devido à grande destruição da Assíria durante sua queda, muitos estudiosos acreditaram que um vácuo seguiu seu colapso e descreveram área como uma "terra deserta desabitada". Outros assiriólogos, no entanto, como John Curtis e Simo Parpola, contestaram fortemente essa afirmação, citando como a Assíria acabaria se tornando uma das regiões mais ricas do Império Aquemênida.
O desaparecimento aparentemente total da próspera cultura urbana da Assíria parece, à primeira vista, ser confirmado pela descrição de Xenofonte do coração assírio no período aquemênida. O relato de Xenofonte deu origem a uma percepção generalizada de que a Assíria se tornará uma terra desolada e sem grandes cidades, no entanto, fontes escritas sobre o coração assírio durante o período aquemênida, por mais insatisfatórios que sejam, mostram o território como uma região próspera, produtiva e bem integrada do Império Aquemênida.

## História

### Antecedentes
Entre meados do século XIV a.C. e o final do século VII a.C., o Império Neoassírio dominava o Oriente Médio militarmente, culturalmente, economicamente e politicamente. No entanto, o Império Assírio entrou em um período de instabilidade após a morte de Assurbanípal em 631 a.C., que o enfraqueceu drasticamente e acabou levando seus antigos vassalos, os babilônios e os medos, formarem uma aliança e atacar os assírios. Nínive, a capital assíria, foi conquistada pelos medos e babilônios em 612 a.C. Os assírios continuaram a lutar com a ajuda do Egito, mas foram derrotados pela aliança medo-babilônica em 609 a.C., marcando assim o fim do Império Assírio. Há muito se discute se a Assíria, ou pelo menos suas porções mais ao norte ao longo dos Montes Tauro, caiu sob o controle dos medos ou dos babilônios, mas há evidências de que o exército babilônico operava no noroeste da Síria e nas porções do sul do reino do norte de Urartu sugere que o Império Neobabilônico anexou a maior parte, se não todo, do território central assírio.
A destruição do Império Assírio no final do século VII a.C. criou a imagem tradicional de a Assíria pós-imperial era vazio, desolado e devastado território. Dalley desafiou essa visão simplificada; seu estudo se concentra nas evidências da Nínive pós-assíria, embora ela tenha coletado material de outros sítios. Conclusões são que as instituições governamentais e as práticas burocráticas assírias desapareceram junto com a destruição dos palácios da Assíria, mas que os centros assírios certamente sobreviveram sob o governo babilônico, depois aquemênida. Prova disso são os textos escritos em Harã e outros encontrados em Neirab e Guzana. Em 1992, as escavadeiras do centro provincial assírio em Dur Katlimmu encontrou quatro textos datados de Nabucodonosor II (604-562 a.C.). Eles estão em dialeto neoassírio, usam escrita neoassíria e convenções de escribas e invocam o deus Assur; eles também mencionam dois funcionários locais com títulos tradicionais assírios. A descoberta acrescenta suporte a algumas das conclusões anteriores de Dalley. Isso, por sua vez, tem implicações sobre como a Assíria aquemênida é vista: em vez de vê-la como um remanso deprimido deliberadamente ignorado pelos governantes babilônicos, em reação à opressão assíria anterior, agora pensa-se que governo babilônico assumindo as formas governamentais assírias para sustentar seu controle e continuando a usar os centros administrativos existentes, parcialmente reconstruídos para receber funcionários babilônicos. Assim, é provável que os persas as tenham incorporado ao seu reino. Uma reavaliação do território assírio estratégica e agrícolamente importante no período aquemênida.
Neste quadro deve ser encaixada a restauração de Nabonido do templo de Sim em Harã. Também sugere que o controle babilônico da antiga província assíria de Arrapa, apesar da remoção da estátua divina de Anunitum, terá construído diretamente e usado a burocracia assíria local. Mas, apesar das novas descobertas e da reavaliação de material mais antigo, ainda existem imensas incertezas e as evidências para a Assíria após 612 a.C. dificilmente podem ser descritas como completas, especialmente para o período aquemênida.

### Província aquemênida
Após a conquista do Império Babilônico pelo rei aquemênida Ciro, o Grande em 539 a.C., quase todo território do antigo império foi organizado na grande satrapia da Babilônia, e esta estava subdividida nas satrapias principais da Assíria e Babilônia. A satrapia principal da Assíria pode ter incluído, além da Assíria propriamente dita, as satrapias menores de Eber-Nari (que incluía Síria, Fenícia, Chipre e Palestina) e Cilícia. Partes da Assíria propriamente dita situadas ao leste do rio Tigre, como a cidade de Arbela, parecem ter sido incorporadas à satrapia da Média. No entanto, a maior parte da Assíria foi organizada na província de Atura (Aθūrā). O antigo persa Aθurā “Assíria” remonta ao acádio Aššur, nome da cidade de Assur e do território assírio original no curso médio do Tigre.
Um texto, emitido por um governador egípcio, fornece uma valioso retrato de vários centros assírios que continuaram a cumprir algumas de suas funções originais no final do século V a.C. Apesar da referência negativa sobre Larissa e Mespila, Xenofonte menciona uma grande e próspera cidade, Caenae, localizada ao norte das aldeias de Parysati na margem oeste do Tigre. O fato do local produzir comida pronta suficiente para alimentar vários milhares de soldados sugere um próspero centro econômico local cercado por bons campos, pastagens e vinhedos. Depois de passar por Ninrude e Nínive (que ele descreveu em ruínas com apenas um punhado de assírios vendo neles), Xenofonte e os gregos viraram para noroeste, seguindo a margem leste do rio Tigre. Ele descreveu a Assíria rural como marcada pela presença de ricas aldeias:
| “ | [H]avia abundância de trigo nas aldeias, e eles avistaram um palácio, com muitas aldeias ao redor... Nestas aldeias eles permaneceram por três dias, não só por causa dos feridos, mas também porque tinham provisões em abundância – farinha, vinho e grandes estoques de cevada que haviam sido coletadas para cavalos, todos esses suprimentos foram reunidos pelo sátrapa interino do distrito. | ” |

As antigas principais capitais assírias de Nínive, Dur Sarruquim e Ninrude eram escassamente povoadas durante o domínio aquemênida. A maioria dos assentamentos assírios estava em cidades menores, vilas e aldeias ao nível da planície, nas montanhas ou em montes como Tel ed-Darim. No entanto, de acordo com assiriólogos mais recentes, como Georges Roux, cidades como Arrapa, Guzana (agora as ruínas de Tel Halaf) e Arbela (agora Erbil)  permaneceram intactas, e Assur iria reviver. Apesar de muitas das cidades assírias terem sido deixadas em grande parte em ruínas das batalhas que levaram à queda de seu império no século VII a.C., a Assíria rural era próspera.
O testemunho de Xenofonte é um exemplo dos ricos recursos agrícolas da região da Assíria e da existência de um palácio. Não se sabe exatamente onde este palácio estava localizado, mas Austen Henry Layard sugeriu que pode ter sido perto de Zakho. Uma inscrição encontrada no Egito, escrita por Arsames, descreve cidades assírias que obtiveram centros administrativos sob o domínio aquemênida. Em 520 a.C., tanto Atura quanto a Média se juntaram à revolta contra o rei persa Dario, tentando reconquistar sua independência. No entanto, as revoltas foram suprimidas.
Sob o domínio aquemênida, a tradicional religião mesopotâmica foi tolerada, e o sistema judicial, calendário assírio e os padrões imperiais impostos pelos assírios permaneceram em vigor em todos os lugares.
Os assírios, como todos os outros povos tributários dos aquemênidas, eram obrigados a pagar impostos ao imperador e, sempre que ele fazia campanha, fornecer tropas também. Relevos de portadores de tributos assírios esculpidos nos lados leste e norte da Apadana, consistem em sete homens barbudos: um carregando peles de animais, um carregando um pedaço de pano, dois carregando tigelas e dois levando muflões.

#### Língua
Por volta do século VI a.C., os povos originalmente falantes de acádio da Assíria falavam variedades de aramaico oriental influenciadas pelo acádio. Consequentemente, durante o domínio aquemênida da Assíria, o aramaico gradualmente se tornou a principal língua falada pelos assírios. Mesmo antes da queda do império, os assírios fizeram do aramaico a língua franca de seu império;  muitos podiam falar e a elite dominante da Assíria precisava ser bilíngue, capaz de falar tanto acádio quanto aramaico. Quando os aquemênidas estenderam seu domínio para o oeste, eles adotaram o aramaico imperial como "veículo de comunicação escrita entre as várias regiões do vasto império com seus diferentes povos e línguas". Acredita-se que o uso de uma única língua oficial tenha contribuído muito para o sucesso dos aquemênidas em manter seu vasto império unido por tanto tempo.

#### Militares
Conhecidos por suas habilidades de combate, os soldados assírios (junto com os lídios) constituíam a principal infantaria pesada do exército aquemênida.
Embora a eficácia do exército assírio outrora invencível tenha se mostrado bastante esgotada no momento de seu eventual colapso, os soldados da Assíria continuaram a ser guerreiros bravos e ferozes.  A maioria dos soldados na época não usava armaduras pesadas, mas ao invés de agir como tropas corpo a corpo, serviria como esquadrões.  As tropas assírias eram diferentes, pois lutavam como arqueiros, cavalaria e infantaria pesada e eram úteis como tropas de linha de frente. A infantaria assíria foi treinada especificamente para se envolver em combate corpo a corpo. Um enorme exército foi montado por Xerxes no início do século V a.C. Estimativas contemporâneas colocam os números entre 100.000 e mais de um milhão. Qualquer que fosse o número, era enorme e os persas convocaram tropas de todo o reino. Heródoto observa que soldados assírios foram empregados na expedição de Xerxes à Grécia.
| “          | O contingente assírio usava em suas cabeças elmos de bronze ou elmos trançados de um desenho peculiarmente estrangeiro que é difícil de descrever. Seus escudos, lanças e punhais pareciam egípcios, e também carregavam clavas de madeira com tachas de ferro e usavam. | ” |
| — Heródoto | |   |

#### Arte

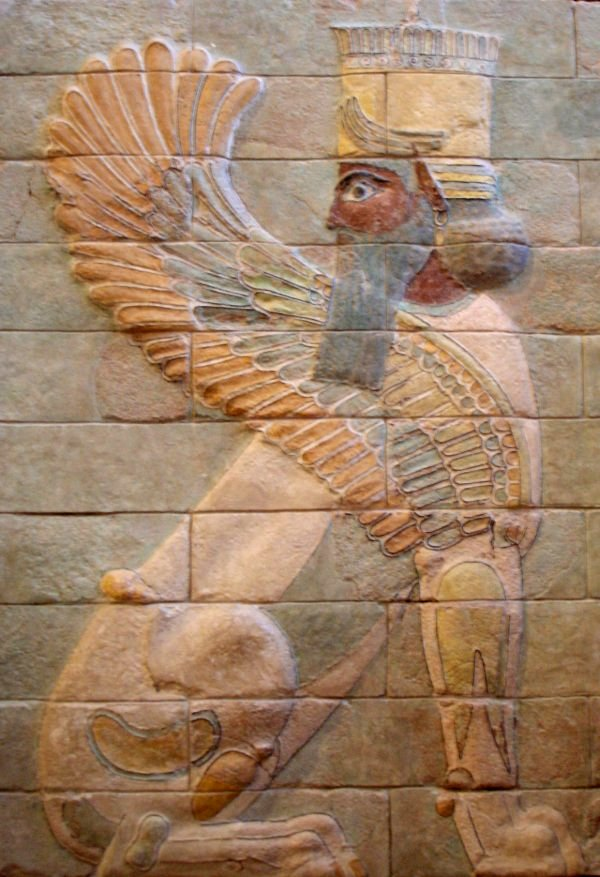
Os assírios de Atura foram responsáveis pelo envidraçamento do Palácio de Dario em Susã e influenciaram até certo ponto aquemênida arte persa.

Os assírios continuaram a servir os aquemênidas sob o imperador Dario, o Grande. Ele ordenou a construção de um grande palácio em Susã em Pérsis. Os assírios foram empregados na construção deste edifício, embora com muitos outros povos tributários, bem como os próprios persas. Os assírios ocidentais de Atura estavam mais perto do Monte Líbano, onde belas árvores podiam ser encontradas e madeira processada para o grande palácio de Dario. Os assírios orientais da Média foram acusados de escavar ouro.
A influência assíria sobre a arte e a escultura aquemênida pode ser vista em várias áreas do império. Exemplos incluem o relevo da porta dos palácios em Pasárgada, e na área Bukan (perto de Úrmia) onde vários azulejos são decorados com figuras aladas de cabeça humana, leões e ibexes. O símbolo do deus assírio Assur foi escolhido como o faravahar, o símbolo de Deus no zoroastrismo, durante o governo aquemênida da Assíria.
O melhor exemplo da influência assíria pode ser observado no Portão de Todas as Nações em Persépolis, com dois lamassus (touro alado com cabeça humana) na entrada. O assírio lamassu era usado para proteger o palácio dos espíritos malignos, enquanto os de Persépolis expressavam calma meditativa e humanidade. Iranologistas e assiriólogos tentaram responder à questão de como a influência foi transmitida. As possibilidades incluem contatos entre Atura e a Pérsia eram frequentes e arquitetos aquemênidas visitavam os palácios assírios. Outros sugerem que escravos assírios foram trazidos de volta à Pérsia para trabalhar nos novos palácios.

#### Economia
Tal como acontece com muitos outros países, a ocupação principal era a agricultura. A grande produção de fazendas mesopotâmicas resultou em civilizações altamente povoadas. A principal cultura que alimentou as civilizações cada vez maiores na região foi o grão de cevada e trigo, embora as sementes de gergelim também fornecessem uma fonte de nutrição. Como grande parte do resto do mundo na época, a economia de Atura dependia fortemente da produção das fazendas e dos rios, incluindo peixes e frutas e carnes que podiam ser cultivadas nos solos férteis do Eufrates. O ano agrícola começou com a semeadura após o verão. As inundações representavam um sério risco para os agricultores, enquanto os roedores eram supostamente expulsos por orações ao deus roedor. Para garantir que tais orações fossem respondidas, altos silos foram construídos para abrigar os grãos e manter os ratos afastados.
As árvores foram cultivadas por seus frutos. Para evitar que os ventos quentes da região destruíssem as lavouras, palmeiras altas foram plantadas ao redor das árvores menores, quebrando o vento e protegendo as plantas do calor do sol, cuja intensidade dava fartura às plantas, mesmo quando  sombreado. Após a conquista persa, os pêssegos foram adicionados à mistura assíria original de maçãs, cerejas, figos, peras, ameixas e romãs. O cultivo de árvores era uma arte dominada com corte de árvores e até "acasalamento artificial" para que as palmeiras produzissem frutos. No norte, a chuva em Atura atendeu às demandas da agricultura, mas nas partes mais ao sul (cobrindo Mada) Shadufs foram usados para ajudar na irrigação.
Bois, burros, gado e ovelhas eram criados, estes para o seu leite (que podia ser transformado em manteiga) e os primeiros como animais de tracção. Porcos, patos, gansos e galinhas foram criados para a sua carne. A caça complementava a oferta de alimentos com pássaros e peixes.
O tempo de inatividade resultante da agricultura e das estações do ano permitiu que homens e mulheres dominassem outras habilidades da vida, como as artes, a filosofia e o lazer. Sem os solos férteis do vale do rio Eufrates, a civilização não teria surgido.

## Posterioridade

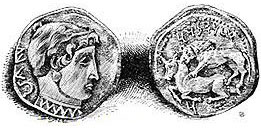
Moeda de Alexandre com uma inscrição aramaica reflete o impacto contínuo da língua assíria após o período aquemênida.

No final do século IV a.C., Alexandre, o Grande liderou seu exército greco-macedônio para conquistar o Império Aquemênida. Após a morte de Alexandre, a Assíria e grande parte do resto das antigas terras aquemênidas ficaram sob o controle do Império Selêucida. Enquanto o domínio selêucida além do Eufrates estava sujeito a constantes e eventualmente bem-sucedidas incursões iranianas, a Assíria foi forçada a assumir o papel de uma província de fronteira. Em meados do século III a.C., as províncias orientais do Império Selêucida começaram a se revoltar e declaram independência. Um renascimento temporário do poder selêucida restabeleceu a autoridade imperial nessas regiões no final do século III e início do século II a.C., mas depois o império começou entrar em colapso e os partas passaram a incorporar seus territórios orientais, incluindo a Assíria, em meados do século II a.C.
O governo do Império Parta visava emular o de seus predecessores persas, os aquemênidas, com um sistema de administração semelhante envolvendo sátrapas e províncias menores. Além disso, o Império Parta era mais descentralizado e o poder era compartilhado entre os líderes dos clãs, isso permitiu um período de florescimento da cultura assíria em sua terra natal. A partir do primeiro século a.C., os romanos começaram a expandir seu império às custas dos partas. Com o tempo, os partas foram expulsos do Mediterrâneo e da maior parte da Anatólia. No início do século II d.C., o Império Romano sob Trajano conquistou a Mesopotâmia e estabeleceu a província da Assíria, mas isso durou pouquíssimo tempo.
A partir de 226 d.C., a Assíria tornou-se uma província do Império Sassânida, sucessor do Império Parta, e era conhecida como Assuristão ("terra da Assíria") em persa médio. Em 650, a área caiu para as conquistas muçulmanas. No entanto, a região permaneceu falante de aramaico e em grande parte cristã até a Idade Média. Os assírios permanecem na área até hoje, e há uma série de cidades e aldeias assírias na região. A maioria dos assírios permanece cristã e retém a língua e a escrita aramaica.